# ناثان زاك
ناثان زاك (بالعبرية: נתן זך)، ( 1930 -  2020) هو شاعر، محرّر، مترجم ،ناقد شعرٍ وكاتب أغانٍ إسرائيلي، ولد في برلين في ألمانيا.
حاز على جائزة إسرائيل لعام 1995، عمل استاذًا  في قسم الأدب العبري والأدب المقارن في جامعة حيفا. يعتبر زاك رائدًا في الشّعر العبري ومن أهم الشعراء العبريين.

## حياته الشّخصيّة
ولد ناتان زاك عام 1930 في برلين تحت اسم هاري سيتلباخ، والده نوح نوربرت، يهودي ولد في بشميشيل ووالدته كليمنتينا كافالازي إيطالية ولدت في تورينتو.
هاجر زاك إلى فلسطين في عام 1936، بعد وصول النازيين إلى السلطة في المانيا، التحق بالجيش الإسرائيلي شغل منصب ضابط مخابرات وضابط أمن في اللواء الثّامن، كما وشارك في الحرب عام 1948. واستمر في الخدمة في الجيش حتى عام 1951 حيث تمّ تسريحه برتبة نقيب 
عندما كان زاك صغيرًا أقدم والده على الانتحار؛ لأنه فقد كل ممتلكاته ولأنّه لم يتكيف مع الحياة والثقافة في إسرائيل.
حصل زاك على درجة البكالوريوس في الفلسفة والعلوم السياسية من الجامعة العبرية في القدس. في السنوات 1960-1967 عمل محاضرًا  في جامعات إسرائيل . انتقل للعيش في السنوات 1968-1978 في إنجلترا وحصل هناك على الدكتوراه( اللقب الثّالث) من جامعة إسكس. وبعدها عاد إلى اسرائيل حيث درّس في جامعة تل أبيب وجامعة حيفا.
في عام 1958 تزوج من آسيا هيرماتي (Hochberg)، لكنّهما انفصلا بعد فترةٍ وجيزةٍ. في عام 2014 ، تزوج زاك من سارة أفيتال بعد 40 عامًا من الزواج. لم يرزق بالأطفال، وهو أمر أعرب لاحقًا عن حزنه الشديد له. في مقابلة ببرنامج تلفزيوني "عابر اسرائيل"، قال زاك: "اليوم أنا آسف للغاية، وهذا يسبب لي الكثير من الألم. لأن الغباء يشرق منه. لكنت أروع أب في العالم ".
في عام 2009 ، تم تشخيص إصابة زاك بمرض الزهايمر، لكنه استمر في نشر كتب الشعر وإجراء المقابلات. في عام 2016 ، ساءت حالته الصحية. عاش في سنواته الأخيرة في دار رعاية مشان رمات أفل في رمات غان.

## مسيرته المهنيّة
عندما كان مراهقًا، قام بملاءمة قصص للأطفال ومقالات تمّ نشرها في صحيفة "الصّباح للأطفال " وصحيفة "المشاهد للأطفال" 
الشاعر
نُشرت مجموعته الشّعريّة الأولى عام 1953 في مجموعة " باشلوشة" بالتّعاون مع موشيه دور وآريه سيون، التي نشرتها "ليكاراث". في عام 1955 نشر مجموعة شعريّة ثانية " شيريم ريشونيم - الأغاني الأولى" . بعد ذلك نشر كتابه الثّالث " أغانٍ متنوعة " الذي يعتبره الكثيرون أهم إنجازاته، حيث احتوى على مجموعة مختارة من كتاب الأغاني الأولى بالإضافة إلى الأغاني الجديدة .
في السنوات التّالية قام زاك بنشر مؤلفات الشّعر:
- " كل الحليب والعسل" (1966)
- "في مكان الحلم" (1966)
- "الشمال الشرقي" (1979)
- "مضاد للمحو " (1984)
- "مدرسة الرقص"(1985)
- "قصائد عن كلب وكلبة" (1990)
- "لأنني في الجوار" (1996)
- "لأن الإنسان شجرة الحقل" (1999)

1972 قصيدة "عندما تكلم الله لأول مرة" لحنها  ماتي كاسبي لأول أمسية غنائية لشعراء في الجيش الإسرائيلي 
في عام 2004، صدر كتاب من قصائده بعنوان "العندليب لم يعد يعيش هنا". في عام 2008 تمّ نشر طبعة " كل الأغاني والأغاني الجديدة" وفي عام 2013 نشر كتاب شعر اسمه "من المكان الذي لم نكن فيه إلى المكان الذي لم نكن فيه". في عام 2016، نشر زاك أحدث  كتبه الشّعريّة" يقولون أنّه جميل حقًا هناك".
بالإضافة إلى ذلك، شارك زاك في ترجمة الشّعر والمسرحيات مثل:"دائرة الطباشير".

## الكاتب المسرحي
في كانون الأول 1984، عرضت المسرحية الوحيدة التي كتبها زاك،"مدرسة الرقص"، في مسرح تشامبر  تضمنت المسرحية قطع شعريّة كتبها زاك، وتعتبر غير عادية في تركيب كتاباته. المسرحيّة لم تحصل على استحسان من الجمهور لذلك تم اخراجها من المسرح بعد  مرور أسابيع قليلة.

## المحرر والكاتب
- في السنوات 1995-1998، حرر زاك ونشر 25 عددًا تحت اسم "هنا"  يقدمون الشعراء لعامة الناس.

كما وأصدر زاك كتبًا نثرية:
- كتاب يتحدث عن وفاة والدته "موت إيمي" .
- وفي عام 2001 نشر ثلاث قصص للأطفال :"النحلة، النحلة"، "النّسر العظيم" و" القصة القصيرة عن الرجال العظماء".
- في سنة 2004 نشر مجموعة قصصيّة بعنوان  " قرد الإبرة"

## مواقفه السّياسية
في عام 2010 عبّر زاك عن آرائه بشأن الصّراع الفلسطيني الإسرائيلي حيث قال:"لقد أهدرنا نحن والعرب فرصنا، هم في غبائهم عام 1948،ونحن في كل السّنوات التي تلت ذلك. لدي خوف أن  تمحى هذه البلاد بعد 50 عامًا، إن لم يكن قبل ذلك الحين، وفي هذه الأثناء ستكون حروبات متتالية بين الشعبين".
فيما يتعلق بإقامته في إسرائيل، قال زاك :"لو علمت أنّ اسرائيل ستكون على ما هي عليه اليوم، لما عُدتُ إلى إسرائيل من إنجلترا في عام 1978. يمكنك الكتابة بالعبريّة دون العيش هنا. لست بحاجة أن أسمع كل يوم عن تعذيب فلسطيني أو قتله.
كما أنّه أيّد مقاطعة المستوطنات، واعتقد أن الاحتلال كان مصدر معظم أمراض المجتمع. فقد تغلغل العنف في الطرقات والمدارس من جراء الاحتلال  فلا يمر يوم دون ان يقتل فيه النّاس" 
في عام 2010، في مقابلة مع القناة العاشرة، قال زاك بخصوص المسلسل التلفزيوني "الزنوج يطلقون النار على الزنوج" إنّ "الزنوج مع الشّهادة الشّرقية". وحتى "نشأت هذه الفكرة لأخذ الأشخاص الذين ليس لديهم أي قاسم مشترك ؛ أولئك الذين يأتون من أعلى ثقافة موجودة ، وثقافة أوروبا الغربية ، وأولئك الذين يأتون من الكهوف". وبعد انتقاد هذه التصريحات، نشر زاك مقالًا ردًا اعتذر فيه عما قاله وادعى أنه كان "تصريحًا غبيًا" ، وأن الشرق ساهم كثيرًا في الثقافة الإنسانية.
في عام 2014 ، نشر زاك إعلانًا في صحيفة هآرتس تضامنًا مع كلام رئيس السلطة الفلسطينية محمود عبّاس، جاء فيه أن إسرائيل ارتكبت إبادة جماعية في غزة في عملية الجرف الصامد. بعد الإعلان، تمت دعوته إلى مقابلة في برنامج رازي بركائي، حيث كرر أقواله، ورداً على سؤال حول ضحايا إطلاق النار الإسرائيلي في قطاع غزة  أجاب: "يا إلهي ، انظر إلى الخريطة، حوطوهم. حول غزة الصغيرة البائسة التي سيطرت عليها حماس، أقاموا شبكة من الكيبوتسات. لماذا هناك بالتحديد؟ النقب كبير" 
في 19 يناير / كانون الثاني 2015 ، نشر إعلانًا في صحيفة هآرتس، تمنى فيه لرئيس السلطة الفلسطينية محمود عباس التوفيق في دعوى جرائم الحرب التي رفعتها السلطة الفلسطينية أمام المحكمة الجنائية الدولية في لاهاي ضد دولة إسرائيل.
في 15 يونيو / حزيران2011 ، قال زاك "تم انتخاب هتلر وستالين وموسوليني أيضًا في انتخابات ديمقراطية".

## الجوائز
- 1982 - جائزة بياليك للآداب
- جائزة أكابياهو للإنجازات الشعرية مدى الحياة من جامعة بار إيلان.[19]
- 1995 - جائزة إسرائيل
- 2003 - جائزة AKUM لعام 2007 لإنجازها مدى الحياة للمغني العبري
- حصل على الجائزة العالمية في إيطاليا للشعر.[20]

## وفاته
توفي زاك في 6 نوفمبر/ تشرين الثّاني 2020 عن عمر يناهز 89 عامًا. تم دفنه في كيبوتس إينات، وبناءً على طلبه، عزفت ثلاث من أغانيه في جنازته: "لأن الإنسان شجرة الحقل" ، "ولم أقل كل شيء" و "طائر ثان". على شاهد قبره نُقشت كلمات أغنية "وحدَهُ" التي كتبها زاك وتحت اسمه نقش اقتباس من إحدى قصائده: "هنا يبقى كل ما لا داعي له".

## وصلات خارجية
- ناثان زاك على موقع IMDb (الإنجليزية)
- ناثان زاك على موقع ميوزك برينز (الإنجليزية)